# Влада Милана Панића
Влада Милана Панића је прва влада Савезне Републике Југославије изабрана 14. јула 1992. године  чији је председник био Милан Панић. Влада је имала премијера, 3 потпредседника, 19 министара и једног министра без портфеља. Милан Панић је, поред премијерског положаја, задржао и ресор одбране.
29. децембра 1992. изгласано неповерење Милану Панићу на предлог посланика Српске радикалне странке (СРС). За вршиоца дужности премијера именован је Радоје Контић, дотадашњи потпредседник Савезне владе. 3. марта 1993. Године образована је нова влада чији је председник био Радоје Контић.

## Чланови владе
| Функција                                      | Слика       | Име и презиме       | Странка                                   | Белешке                                                                     |
| --------------------------------------------- | ----------- | ------------------- | ----------------------------------------- | --------------------------------------------------------------------------- |
| Председник Савезне владе                      | Милан Панић | Милан Панић         | Нестраначки политичар                     | до 29. децембра                                                             |
| Потпредседник                                 |             | Радоје Контић       | Демократска партија социјалиста Црне Горе |                                                                             |
| Потпредседник                                 |             | Оскар Ковач         |                                           |                                                                             |
| Потпредседник                                 |             |                     |                                           |                                                                             |
| Министар иностраних послова                   |             | Владислав Јовановић | Социјалистичка партија Србије             | Поднео оставку 10. септембра 1992. На његово место је постављен Илија Ђукић |
| Министар унутрашњих послова                   |             | Павле Булатовић     | Демократска партија социјалиста Црне Горе |                                                                             |
| Министар за економске односе са иностранством |             | Благоје Лучић       | Демократска партија социјалиста Црне Горе |                                                                             |
| Министар привреде                             |             | Никола Шаиновић     | Социјалистичка партија Србије             | Напустио владу уочи Панићеве смене                                          |
| Министар за саобраћај и везе                  |             | др Милан Вујичић    |                                           |                                                                             |
| Министар информација                          |             | Миодраг Перишић     |                                           |                                                                             |
| Министар правде                               |             | Тибор Варади        |                                           |                                                                             |
| Министар за просвету и културу                |             | Иван Ивић           |                                           |                                                                             |
| Министар за науку, технологију и развој       |             | Властимир Матејић   |                                           |                                                                             |
| Министар спорта                               |             | Ђорђе Перишић       |                                           |                                                                             |
| Министар за људска права и мањине             |             | Момчило Грубач      |                                           |                                                                             |
| Министар без портфеља                         |             | Љубиша Ракић        |                                           |                                                                             |